# Henryk Woliński
Henryk Woliński (1901-12 de març de 1986) va ser un membre del Moviment Polonès de Resistència durant la Segona Guerra Mundial, específicament de l'Armia Krajowa (AK), on va aconseguir el rang de coronel. Fou el cap del «Departament d'Afers Jueus» a l'Oficina d'Informació i Propaganda de l'AK. El seu nom en clau era "Wacław". Va ser reconegut per Yad Vashem com un dels Justs entre les Nacions. Va acollir al seu apartament més de vint-i-cinc jueus durant un període que va des d'uns pocs dies fins a diverses setmanes.